# Joanne Reid
Joanne Reid (ur. 28 czerwca 1992 w Madison) – amerykańska biathlonistka, uczestniczka igrzysk olimpijskich oraz mistrzostw świata.
W Pucharze Świata zadebiutowała 11 stycznia 2016 roku w Ruhpolding, zajmując 72. miejsce. Pierwsze pucharowe punkty zdobyła 30 listopada 2016 roku w Östersund, gdzie w biegu indywidualnym zajęła 28. miejsce.

## Osiągnięcia

### Igrzyska olimpijskie
| Rok  | Miejscowość | Konkurencje | Konkurencje | Konkurencje | Konkurencje | Konkurencje | Konkurencje | Konkurencje |
| Rok  | Miejscowość | IN          | SP          | PU          | MS          | RL          | MR          | SR          |
| ---- | ----------- | ----------- | ----------- | ----------- | ----------- | ----------- | ----------- | ----------- |
| 2018 | Pjongczang  | 22.         | 86.         | nd.         | nd.         | 13.         | 15.         | nd.         |
| 2022 | Pekin       | 57.         | 34.         | 29.         | nd.         | 11.         | nd.         | nd.         |

### Mistrzostwa świata
| Rok  | Miejscowość | Konkurencje | Konkurencje | Konkurencje | Konkurencje | Konkurencje | Konkurencje | Konkurencje |
| Rok  | Miejscowość | IN          | SP          | PU          | MS          | RL          | MR          | SR          |
| ---- | ----------- | ----------- | ----------- | ----------- | ----------- | ----------- | ----------- | ----------- |
| 2017 | Hochfilzen  | 56.         | 49.         | 38.         | nd.         | 14.         | nd.         | nd.         |
| 2019 | Östersund   | 32.         | 15.         | 32.         | 10.         | 9.          | nd.         | –           |
| 2020 | Anterselva  | 79.         | 62.         | nd.         | nd.         | 15.         | nd.         | –           |
| 2021 | Pokljuka    | 40.         | 55.         | 55.         | nd.         | 13.         | 12.         | –           |
| 2023 | Oberhof     | 61.         | 75.         | –           | –           | 15.         | 13.         | –           |

### Puchar Świata

#### Miejsca w klasyfikacji generalnej
| Sezon     | Miejsce |
| --------- | ------- |
| 2015/2016 | -       |
| 2016/2017 | 82.     |
| 2017/2018 | -       |
| 2018/2019 | 48.     |
| 2019/2020 | 81.     |
| 2020/2021 | 73.     |
| 2021/2022 | 80.     |
| 2022/2023 | 61.     |